# Greece International 2019
Die Greece International 2019 im Badminton (auch Hellas International 2019 genannt) fanden vom 2. bis zum 5. Mai 2019 in Thessaloniki statt.

## Sieger und Platzierte
| Disziplin    | Gold                           | Silber                               | Bronze                                        |
| ------------ | ------------------------------ | ------------------------------------ | --------------------------------------------- |
| Herreneinzel | Lars Schänzler                 | Dimitar Yanakiev                     | Elias Bracke                                  |
| Herreneinzel | Lars Schänzler                 | Dimitar Yanakiev                     | Tobias Künzi                                  |
| Dameneinzel  | Mariya Mitsova                 | Katrin Neudolt                       | Manuela Díaz                                  |
| Dameneinzel  | Mariya Mitsova                 | Katrin Neudolt                       | Ashwathi Pillai                               |
| Herrendoppel | Miłosz Bochat Paweł Śmiłowski  | Zach Russ Steven Stallwood           | Jaromír Janáček Tomáš Švejda                  |
| Herrendoppel | Miłosz Bochat Paweł Śmiłowski  | Zach Russ Steven Stallwood           | Mehmet Capar Emre Sönmez                      |
| Damendoppel  | Zehra Erdem İlayda Nur Özelgül | Wiktoria Adamek Wiktoria Dąbczyńska  | Aleksandra Goszczyńska Magdalena Świerczyńska |
| Damendoppel  | Zehra Erdem İlayda Nur Özelgül | Wiktoria Adamek Wiktoria Dąbczyńska  | Da Gu La Wai E Si Le Po Yang Yi-hsun          |
| Mixed        | Alex Vlaar Mariya Mitsova      | Miłosz Bochat Magdalena Świerczyńska | Emre Sönmez Zehra Erdem                       |
| Mixed        | Alex Vlaar Mariya Mitsova      | Miłosz Bochat Magdalena Świerczyńska | David Walsh Toni Woods                        |